# Alien (игра, 1984)
Alien (с англ. — «Чужой») — компьютерная игра в жанре стратегии, разработанная Concept Software и изданная Argus Press Software в 1984 году для домашних компьютеров Commodore 64 и ZX Spectrum, портированная на Amstrad CPC в 1985. Игра основана на одноимённом фильме Ридли Скотта.

## Игровой процесс

Игровой процесс Alien

Alien — это стратегическая игра в реальном времени, в которой игрок выполняет роль невидимого управляющего, отдающего команды отдельным членам экипажа корабля «Ностромо». Последние по-разному реагируют на происходящие события: одни будут до конца подчиняться приказам, когда как другие могут начать паниковать лишь при виде мёртвого коллеги. Сам «Ностромо» разделён на три палубы насчитывающих в сумме 35 комнат. На корабле также присутствует система вентиляции. Игра начинается рождением ксеноморфа. Его уничтожение является основной целью игрока. В качестве преграды на пути игрока выступают сам чужой, использующий вентиляцию для перемещения, и помогающий ему андроид, скрывающийся среди экипажа. Для достижения победы есть два пути: игрок может воспользоваться внешним шлюзом, чтобы выкинуть пришельца за борт, или запустить самоуничтожение корабля и воспользоваться спасательной капсулой для спасения оставшихся в живых персонажей. Для последнего необходимо эвакуировать в том числе и корабельного кота Джонса.

## Восприятие
| Иноязычные издания | Иноязычные издания |
| Издание            | Оценка             |
| ------------------ | ------------------ |
| Commodore User     | CBM 64: 4/5        |
| CVG                | CBM 64: 2/10       |
| Sinclair User      | Spectrum: 7/10     |

Игра получила смешанные отзывы от критиков. Автор из Commodore User считает, что Alien получилась «захватывающей» и страшной. Рецензент из Computer and Video Games раскритиковал игру за плохое техническое состояние на Commodore 64 и «раздражающую музыку». Крис Борн из Sinclair User пишет, что «хоть графика [в игре] и символьная, а репрезентация чужого нестрашная», Alien заметно напрягает игрока.